# Dianne Wiest
Dianne Wiest (Kansas City, 28 maart 1948) is een Amerikaans actrice. Ze won de Academy Award voor beste vrouwelijke bijrol zowel in 1987 voor Hannah and Her Sisters als in 1995 voor Bullets Over Broadway, in beide gevallen onder regie van Woody Allen. Daarnaast werden haar meer dan dertig andere acteerprijzen toegekend, waaronder een Golden Globe (voor Bullets Over Broadway), Emmy Awards voor de televisieseries Road to Avonlea en In Treatment, American Comedy Awards voor Bullets Over Broadway en The Birdcage en een Golden Satellite Award voor de televisiefilm The Blackwater Lightship.

## Woody Allen
Wiest maakte haar debuut op het witte doek in 1980 in It's My Turn, nadat ze eerder al in de televisiefilm Zalmen: or, The Madness of God (1975) speelde. In 1985 kwam ze voor het eerst in aanraking met Woody Allen, toen die haar regisseerde in The Purple Rose of Cairo. De samenwerking beviel dusdanig goed, dat Allen meermaals met Wiest samenwerkte. Zo werkte Wiest weer met hem in Hannah and Her Sisters, Radio Days, September en Bullets Over Broadway. Dit leverde haar onder meer twee Oscars op. Intussen werd ze in 1990 nog genomineerd voor haar bijrol in Parenthood, van Ron Howard.

## Filmografie
*Exclusief 5+ televisiefilms
| - I Care a Lot (2020) - The Mule (2018) - Sisters (2015) - Five Nights in Maine (2015) - The Humbling (2014) - Poe (2013) - The Odd Life of Timothy Green (2012) - Darling Companion (2012) - The Big Year (2011) - Rabbit Hole (2010) - Rage (2009) - Passengers (2008) - Synecdoche, New York (2008) - Dan in Real Life (2007) - Dedication (2007) - A Guide to Recognizing Your Saints (2006) - Robots (2005, stem) - Merci Docteur Rey (2002) - Not Afraid, Not Afraid (2001) - I Am Sam (2001) - Practical Magic (1998) - The Horse Whisperer (1998) | - The Associate (1996) - The Birdcage (1996) - Drunks (1995) - The Scout (1994) - Bullets Over Broadway (1994) - Cops and Robbersons (1994) - Little Man Tate (1991) - Edward Scissorhands (1990) - Parenthood (1989) - Cookie (1989) - Bright Lights, Big City (1988) - September (1987) - The Lost Boys (1987) - Radio Days (1987) - Hannah and Her Sisters (1986) - The Purple Rose of Cairo (1985) - Falling in Love (1984) - Footloose (1984) - Independence Day (1983) - I'm Dancing as Fast as I Can (1982) - It's My Turn (1980) |

## Televisieseries
- *Exclusief eenmalige gastrollen
- Life in Pieces - Dr. Joan Pirkle Short (2015-2019, 79 afleveringen)
- In Treatment - Gina Toll  (2008-2009, zeventien afleveringen)
- The Return of Jezebel James - Talia Tompkins (2008, twee afleveringen)
- Law & Order: Special Victims Unit - D.A. Nora Lewin (2001-2002. twee afleveringen)
- Law & Order - D.A. Nora Lewin (2000-2002, 48 afleveringen)
- The 10th Kingdom - Evil Queen (2000, negen afleveringen - miniserie)